# Anschel Hertz
Anschel Hertz (* 1730 in Hamm; † 24. April 1811 ebenda) war zwischen 1763 und 1784 Schtadlan der Judenschaft der Grafschaft Mark und lebte in Hamm. Er gehört zu den herausragendsten Persönlichkeiten der jüdischen Gemeinde Hamms.

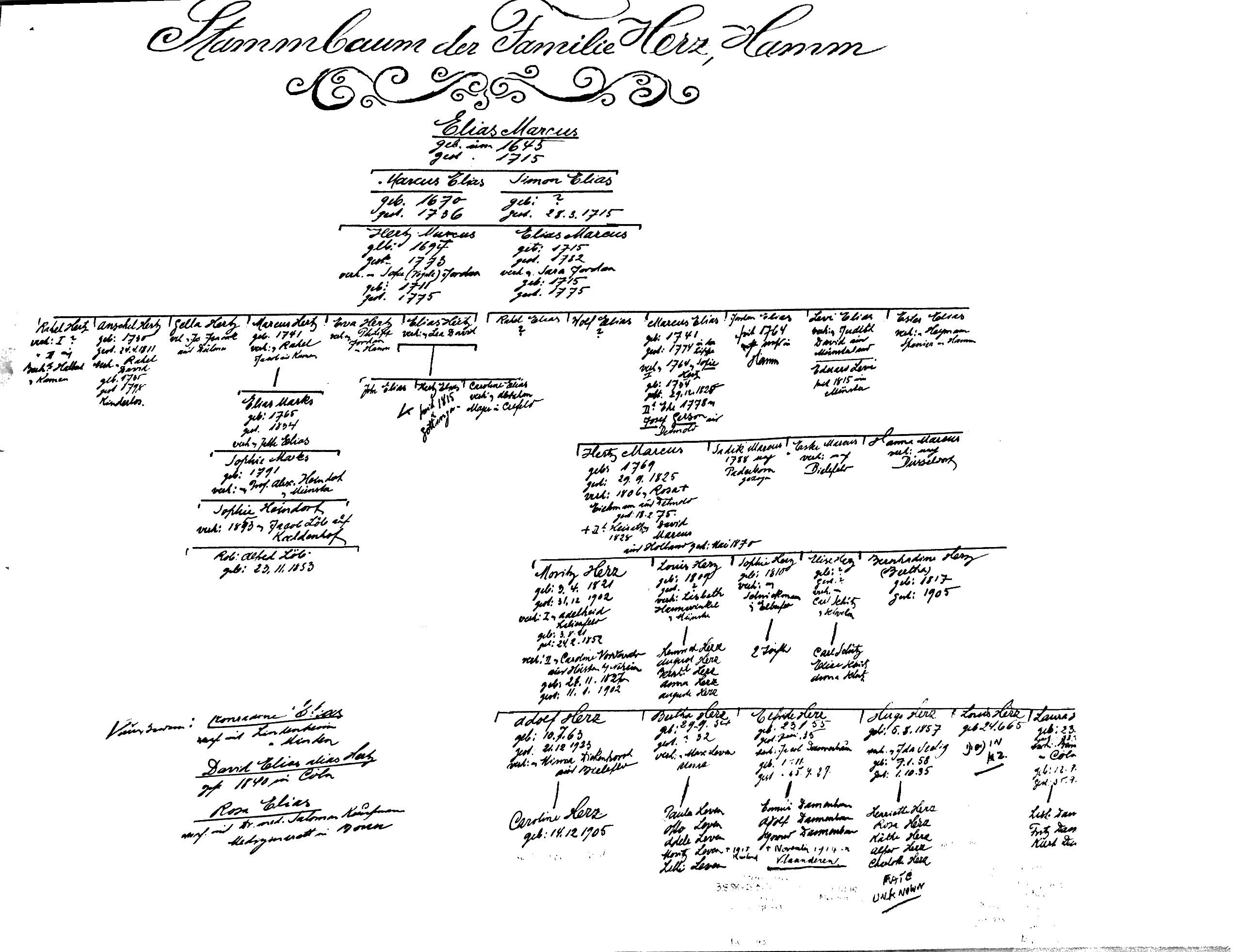
Hertz’ Stammbaum

## Familie
Die Familie des Anschel Hertz war in seinem Geburtsjahr bereits seit fünf Generationen in Hamm ansässig. Nathan Simon war das erste Familienmitglied, das in Hamm gelebt hat. Er stammte vermutlich aus Werne und zog 1644 nach Hamm. 1653 erhielt er das Aufenthalts- und Gewerberecht, das sogenannte Geleit.
Nathan Simon hatte einen Sohn namens Simon Nathan, der in den Judenregistern häufig erwähnt wird.
Dieser wiederum hatte eine Tochter, deren Name nicht überliefert ist. Sie war mit Elias Marcus verheiratet und starb 1724. Elias Marcus (1645-zwischen 1707 und 1714) war gemäß einer Urkunde vom 30. Januar 1687 als Pfandleiher tätig.
Das Ehepaar hatte zwei Söhne: Marcus Elias (1672–1736) und Simon Elias († 1725). Wie später Anschel Hertz machte sich Marcus Elias als Vorsteher der märkischen Judenschaft einen Namen. Er und seine Frau Judith (1670–1736) hinterließen acht Kinder. Die meisten von ihnen, wahrscheinlich fünf, mussten auswandern, da sie in Hamm kein Geleit erhielten. Von ihnen sind Aron Marcus und Reske Marcus namentlich bekannt.
In Hamm wohnhaft blieben Hertz Marcus (1697–1773), Aron Marcus und Elias Marcus (1715–1781). Hertz Marcus erhielt das Geleit seines Großvaters, Elias Marcus übernahm 1736 das Privileg seines Vaters. Die beiden Brüder waren in Hamm erfolgreich als Kaufleute tätig.
Für das Jahr 1707 ist Elias Marcus urkundlich als Judenvorsteher verbrieft. In diesem Jahr erwirkte er eine Eingabe gegen das Hausieren fremder Juden. Gemäß einer Urkunde aus dem Jahre 1751 war Elias Marcus mit der gleichaltrigen Sara Josef verheiratet. Sie hatten mehrere Kinder, Wolff (damals 12 Jahre alt), Markus (10 Jahre), Jordan (7 Jahre) und Rahel (13 Jahre). Er hatte ein eigenes Haus, in dessen Haushalt neben der 80-jährigen Mutter und einer Magd auch Isaak Hertz wohnte, der älteste Sohn seines Bruders Hertz Marcus.
Besagter Hertz Marcus ist der Vater von Anschel Hertz. Er wird ebenfalls 1751 urkundlich erwähnt. Seine Frau Fricke Jordan war damals vierzig Jahre alt. Es sind mehrere Kinder genannt: Anschel (damals 21 Jahre alt), Gelle (14), Marcus (10), Eva (7) und Elias Hertz († 1833). Rachel, eine weitere Tochter der beiden, lebte zu dieser Zeit bereits außer Haus. Die Familie beschäftigte eine Magd und einen Schulmeister, beide wohnhaft in ihrem Haushalt. Hertz Marcus musste jedes Jahr 45 Reichstaler Schutz- und Rekrutengelder an die Stadt Hamm bezahlen. Sein Vermögen betrug im Jahre 1751 zwischen 4.000 und 5.000 Reichstaler. Hertz Marcus war als Geldverleiher tätig und handelte darüber hinaus mit Tuchwaren.
Anschel Hertz war seit 1755 mit einer Frau namens Rahel (bzw. Rachel oder Rachael) David (1735–1798) verheiratet, Tochter des David Josef aus Beverungen. Die Ehe blieb kinderlos. Daher übergab Hertz später sein Geleit an seinen Neffen Elias Marks, der von Kamen nach Hamm zurückkehrte.
Anschels Bruder Elias Hertz war mit Lea David, einer Schwester von Rachel David, verheiratet. Das Paar hatte sechs Kinder und besaß acht Häuser, Grundstücke und sonstiges Eigentum im Wert von 18.000 Reichstalern.

## Leben

### Ehe
Der Ehevertrag für Anschel Hertz, geschlossen zwischen seinem Vater Hertz Marcus und David Josef, dem Vater seiner Braut Rachel David, datiert auf das Jahr 1753. Mit königlicher Erlaubnis vom 1. Oktober 1754, die in Abschrift vom 29. November 1754 von Kleve aus am 7. Januar 1755 beim Magistrat der Stadt Hamm einging, wurde Anschel Hertz die Ehe gestattet. Er erhielt außerdem das Recht, sich auf das Geleit seines Vaters aufzusetzen und somit in Hamm wohnhaft zu bleiben. Nach dem General-Privilegium benötigte er hierfür ein eigenes Vermögen, das er auch vorweisen konnte. Darüber hinaus brachte seine Frau 1.500 Reichstaler Mitgift in die Ehe ein.

### Kaufmannstätigkeit
Als Kaufleute gelangten Anschel Hertz und sein Bruder Elias Hertz, der ebenfalls in Hamm wohnte, zu einigem Wohlstand. 1761 erwarb Anschel Hertz für 1.500 Reichstaler das Haus in der Oststraße Nro 58, der heutigen Oststraße 12. Im Gegensatz zu vielen anderen Hammer Gebäuden, die im Bombenhagel des Zweiten Weltkriegs zerstört worden sind, ist dieses Anwesen bis in die Gegenwart erhalten geblieben. Heute ist in dem Gebäude das Fachgeschäft für Nähmaschinen und Stoffe Pfaff-Bröker ansässig. Hertz lebte bis zu seinem Tod in diesem Haus, das danach auf Hertz Elias überging, den Sohn seines Bruders und Universalerben Elias Hertz. Diesem folgte Wilhelm Salomon Kaufmann (urkundlich belegt bereits 1831), der Rosa Hertz, eine Tochter von Anschels Bruder Elias Hertz, geheiratet hatte. Danach ging das Haus auf den Appellationsgerichtsrat Hartog (belegt ab 1866) über, der dort noch 1878 lebte. 1886 stand das Gebäude bereits im Besitz des Konditors Carl Buschmann.
Ein Schreiben der Märkischen Kriegs- und Domänenkammer an den Magistrat der Stadt Hamm vom 20. November 1768 belegt, dass Anschel Hertz und sein Bruder Elias die Erlaubnis erhielten, ein offenes Ladengeschäft zu betreiben, in dem sie mit allen nicht verbotenen Waren handeln durften. Allerdings war diesem Schreiben eine Auflistung aller Waren angeheftet, deren Verkauf den Juden nicht gestattet war. Hierzu gehörten rohe Rinder- und Pferdehäute, Spezereiwaren wie Rosinen, Mandeln, Senf, Kümmel, außerdem Rohtabak und Hökerwaren wie Heringe, Butter, Käse, Fische, Schollen, Seife, Licht, Eier, Schmeer, Hirse, Leinsam, Grütze, Gerste, Graupen, Rüben, Erbsen, Getreide, Gemüse und Obst. Überhaupt durften sie Lebensmittel nur zum Verzehr erwerben, da dies eine typische Handelsware christlicher Marktleute war. Bier und Branntwein durften sie nur von Christen erwerben und nur an Juden verkaufen. Es war ihnen untersagt, selbst zu brauen oder zu brennen. Mit Wein durften sie überhaupt nicht handeln. Erlaubt war ihnen hingegen der Handel mit Gold und Silber, Textilien, Geld, Immobilien, Kürschner-Waren, Tee, Kaffee, Schokolade, Rauchtabak, Kleidung, Möbeln, Haushalts- und Küchengeräten. Diese detaillierte Regelung sollte verhindern, dass künftig jüdische Kaufleute in Konkurrenz zu christlichen Bauern, Handwerkern und Krämern traten.
Anschel Hertz unternahm neben seiner Kaufmannstätigkeit auch die Geschäfte eines Pfandleihers.

### Schtadlan aller jüdischen Gemeinden in der Grafschaft Mark
Schließlich wurde Hertz zum Schtadlan aller jüdischen Gemeinden in der Grafschaft Mark ernannt. Die Vorsteherämter waren notwendig geworden, weil Brandenburg-Preußen, zu dem die Grafschaft Mark seit 1614 gehörte, 1656 den Gesamttribut eingeführt hatte. Bis dahin musste jeder Jude einen individuell festgelegten Betrag für sein Geleit entrichten. Von nun an wurden alle Juden in Kleve und Mark zur Mitgliedschaft in einer jüdischen Gemeinde und gleichzeitig zu einem gemeinschaftlichen Tribut verpflichtet, so dass die Gemeinden für ihre weniger vermögenden Mitglieder aufkommen mussten. Dem Gemeindevorsteher kam die Aufgabe zu, den geschuldeten Betrag rechtzeitig von den Gemeindemitgliedern einzutreiben. Für das Jahr 1686 lässt sich diese Summe auf 800 Reichstaler beziffern. Der Gemeindevorsteher sollte säumige Zahler der Regierung melden, diese kündigte ihnen daraufhin das Geleit. Er war zudem verpflichtet, weitere Abgaben einzuziehen, die den Juden auferlegt worden waren. Das Amt des Vorstehers war deshalb nicht besonders beliebt, zumal es ehrenamtlich ausgeübt werden musste. Auf den Generaljudenlandtagen wurde die Verteilung des Gesamtattributs auf die einzelnen Mitglieder festgelegt. In diesem Rahmen wurden auch die Vorsteher gewählt, die auch den Vorsitz der Landtage innehatten. Zunächst fanden die Landtage alle drei Jahre statt, so dass auch der Vorsteher auf drei Jahre gewählt wurde. 1770 jedoch beantragte Anschel Hertz in Anlehnung an den Generallandtag erfolgreich, den Zeitraum auf fünf Jahre auszudehnen.
Hertz wurde erstmals 1759/60 zum Vorsteher der märkischen Judenschaft gewählt. Dabei fand er einen Tributrückstand von 1.500 Talern vor. Er konnte die Zahlungsversäumnisse innerhalb nur weniger Tage berichtigen und erwarb sich dadurch die Anerkennung sowohl der jüdischen Gemeinde als auch der Obrigkeit. Im Februar 1763 bat die jüdische Gemeinde den preußischen König, Anschel Hertz zum Schtadlan auf Lebenszeit zu ernennen. Dies stand im Gegensatz zum General-Privilegium, das eine nur dreijährige Amtszeit vorsah. Kriegsrat Nattermöller unterstützte das Anliegen der Gemeinde angesichts der Verdienste, die sich Hertz um das Amt erworben hatte. Der König entsprach daraufhin dem Wunsch der Generalversammlung der Juden der Grafschaft Mark und ernannte Anschel Hertz zum Obervorsteher auf Lebenszeit. Hertz legte das Amt erst im September 1784 aufgrund seines Alters und gesundheitlicher Probleme nieder.
Während seiner Amtszeit erstellte Hertz Listen der eingetragenen Schutzjuden in den Märkischen Städten und Kreisen nördlich der Ruhr nebst den von ihnen ausgeübten Berufen. Er erfasste das Vermögen, das zur Abgabe des Schutzgeldes veranschlagt wurde, stellte Zeugnisse über die persönlichen und wirtschaftlichen Verhältnisse derjenigen Juden aus, die ein Geleit beantragen wollten, und sorgte dafür, dass sich keine unvergleiteten Juden in der Stadt und der Grafschaft aufhielten.
Er setzte sich aber auch für die Belange einzelner Mitglieder der jüdischen Gemeinde ein. So gelang es ihm 1767 erfolgreich, den König zu bewegen, dem Lehrer Josef Jordan, Sohn des verstorbenen Schutzjuden und Vorstehers Jacob Jordan aus Unna, die Niederlassung in Kamen zu gestatten. Auch bemühte er sich darum, unberechtigte Abgaben von der Judenschaft abzuwenden, wie sich z. B. aus einem Brief an den Kriegs- und Steuerrat vom 31. März 1772 ergibt.
In Hamm machte sich Anschel Hertz durch seinen Einsatz für den jüdischen Friedhof einen Namen. Die Juden durften nicht auf dem „christlichen Gottesacker“ beigesetzt werden. Daher wurde ihnen ein Friedhof auf dem Nordenwall zugewiesen, der zwischen der Stadtburg mit dem angegliederten Renteihof und dem Franziskanerkloster lag. Nach dem Verfall der Friedhofsmauer wurde der Friedhof vom Renteihof als Lagerplatz für Holz zweckentfremdet. Anschel Hertz schloss 1768 mit General Karl Friedrich von Wolffersdorff einen Vertrag, der diesen verpflichtete, für 300 Reichstaler, die von der jüdischen Gemeinde aufgebracht wurden, eine neue Mauer um den Friedhof ziehen zu lassen, damit dieser wieder seinem ursprünglichen Zweck zugeführt werden konnte. Um 1800 gelang es ihm dann, die Weiternutzung des alten jüdischen Friedhofs am Nordenwall durch die jüdische Gemeinde durchzusetzen. Eigentlich hatte die Nutzung des Friedhofs mit Eröffnung des jüdischen Teils des Ostenfriedhofs in Hamm beendet werden sollen.
Der Bau der ersten Synagoge in Hamm von 1768 fällt in die Amtszeit von Anschel Hertz. Hertz sicherte ihren Unterhalt, indem er ihr die Zinsen eines Darlehns vertraglich zusicherte, das er dem Obervorsteher Marcus Hertz aus Hamm, Marcus Elias aus Soest, Hertz Josef aus Schwelm und Levi Elias aus Hamm gewährt hatte. Für die Darlehnssumme von 1.000 Reichstalern mussten die Darlehensnehmer ab August 1807 jährlich 3 % Zinsen, also 30 Reichstaler, an die Hammer Synagoge zahlen. Aus diesen Geldern wurden u. a. der beim Gottesdienst benötigte Lüster und die Mauer für den Judenfriedhof finanziert. Anschel Hertz selbst stiftete das Grundstück für ein Schul- und Gebetshaus.

### Mentor und Förderer
Da er selbst kinderlos blieb, setzte Anschel Hertz sein Vermögen zur Förderung der anderen Mitglieder seiner Familie ein. Er nahm Alexander Haindorf in sein Haus auf und sorgte dafür, dass dieser als einer der ersten Juden im Gymnasium illustre, dem Hammer Gymnasium, aufgenommen wurde und dort 1807 sein Abitur ablegen konnte. Danach finanzierte Anschel Hertz bis zu seinem Tode Haindorfs Studium der Medizin. Hertz war kein orthodoxer Jude, sondern ein Vertreter des akkulturationsbereiten Reformjudentums. Als solcher setzte er sich für wichtige Belange und Reformen ein. Er besaß eine Bibliothek, Gemälde und Kupferstiche. Sein Haus war also ebenso einflussreich und kultiviert, so dass der Grundstein für Haindorfs weiten Bildungshorizont hier gelegt wurde. 1810 verlobte sich Haindorf mit Sophia Marks. Ihr Vater war der Alleinerbe von Marcus Hertz, einem Bruder von Anschel Hertz. Ihre Mutter war zudem die älteste Tochter des Elias Hertz, der seinen Bruder Anschel Hertz beerbte.
Haindorfs Tochter Sophie, die mit Jacob Loeb verheiratet war und das Interesse des Vaters für Kunst und Kultur teilte, nahm in späteren Jahren in ihrem Haus Caldenhof die Kunstsammlung des Vaters auf, zu der auch ein Gemälde von Anschel Herz und seiner Frau Rachel David gehört. Diese Gemälde sind bis heute erhalten und befinden sich noch im Besitz der Familie.
Anschel Hertz trat auch als Förderer der Kunst und Kultur auf. Für die Ausgabe von Bloch’s Atlas Naturgeschichte übernahm er die Kosten für den Kupferstich zur Abbildung des Sciana Linata, einem Fisch aus dem Mittelmeerraum.

### Testamentarische Verfügungen
Dem Testament von Anschel und Rachel Hertz aus dem Jahre 1777 lässt sich entnehmen, dass das Ehepaar auch andere Kinder der Familie finanziell unterstützte. Als Vormund der Kinder seiner Schwester aus erster Ehe in Kamen kam er für deren Unterhalt auf, bis sie selbst im Berufsleben standen.
Als Universalerben setzte Anschel Hertz seinen Bruder Elias Hertz und Lea David, die Schwester seiner Frau Rachel Hertz, ein.
Am 11. September 1792 erweiterte Hertz das Testament. Sollte Anschel Hertz vor seiner Ehefrau sterben und diese den jüdischen Brauchs des Schuhausziehens an ihm vollziehen, sollte ihr Bruder bzw. Schwager Marcus Hertz, der in Kamen lebte, eine gewisse Summe als Legat ausgesetzt werden.
Des Weiteren verfügten die Eheleute Hertz, dass Hertz Elias, Sohn ihres Bruders und Schwagers Elias Hertz, der sich dem Studium widmen wollte, das an der Oststraße 58 gelegene Wohnhaus samt Hintergebäuden, Wohnraum, Garten und Inventar erhalten sollte, darunter auch die Ölgemälde und Kupferstiche, das Müntzkabinett und die Büchersammlung. Zur Bedingung machte das Ehepaar Hertz jedoch, dass Hertz Elias mit dem Einverständnis seiner Eltern heiratete. Im Falle seines unverheirateten Todes sollte das Legat an seinen jüngern Bruder David Elias fallen; im Fall von dessen Tod wiederum an den Vater Elias Hertz. Tatsächlich starben die beiden Brüder 1833 in Heiligenstadt.
Die Familie war also bemüht, ein soziales Netzwerk zu bilden, in der dem Schwächeren jederzeit geholfen wird und intelligente Familienmitglieder, die studieren wollten, wirtschaftlich abgesichert wurden.